# أورلاندو أندرسون
أورلاندو أندرسون (بالإنجليزية: Orlando Anderson)‏  (و. 1974 – 1998 م) هو ممثل، من الولايات المتحدة الأمريكية، ولد في الولايات المتحدة الأمريكية، توفي في الولايات المتحدة الأمريكية، عن عمر يناهز 24 عاماً. و تدور حوله الشبهات بأنه هو من قام باغتيال توباك شاكور في عام 1996